# Szkło weneckie

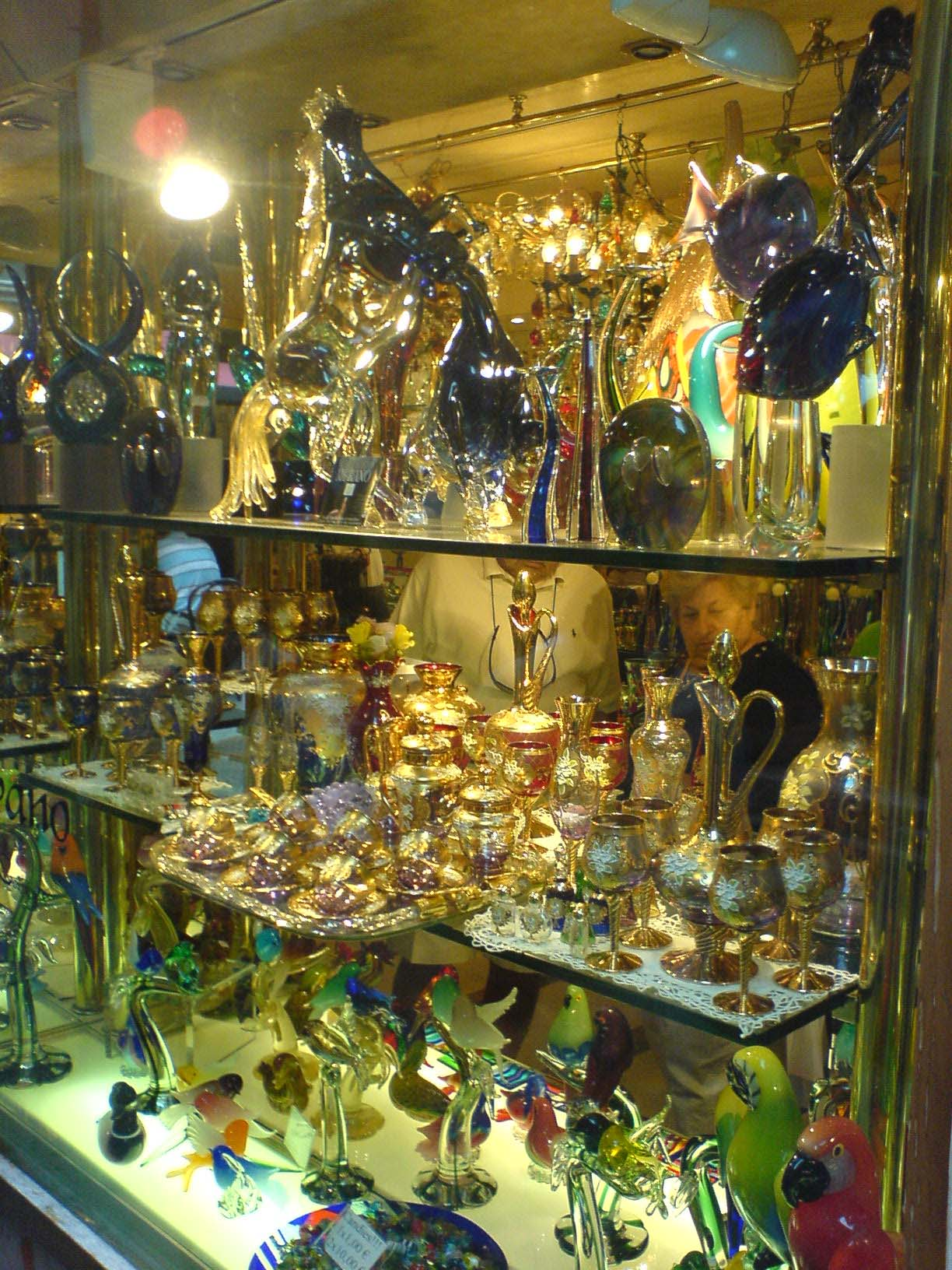
Szkło weneckie na wystawie sklepowej

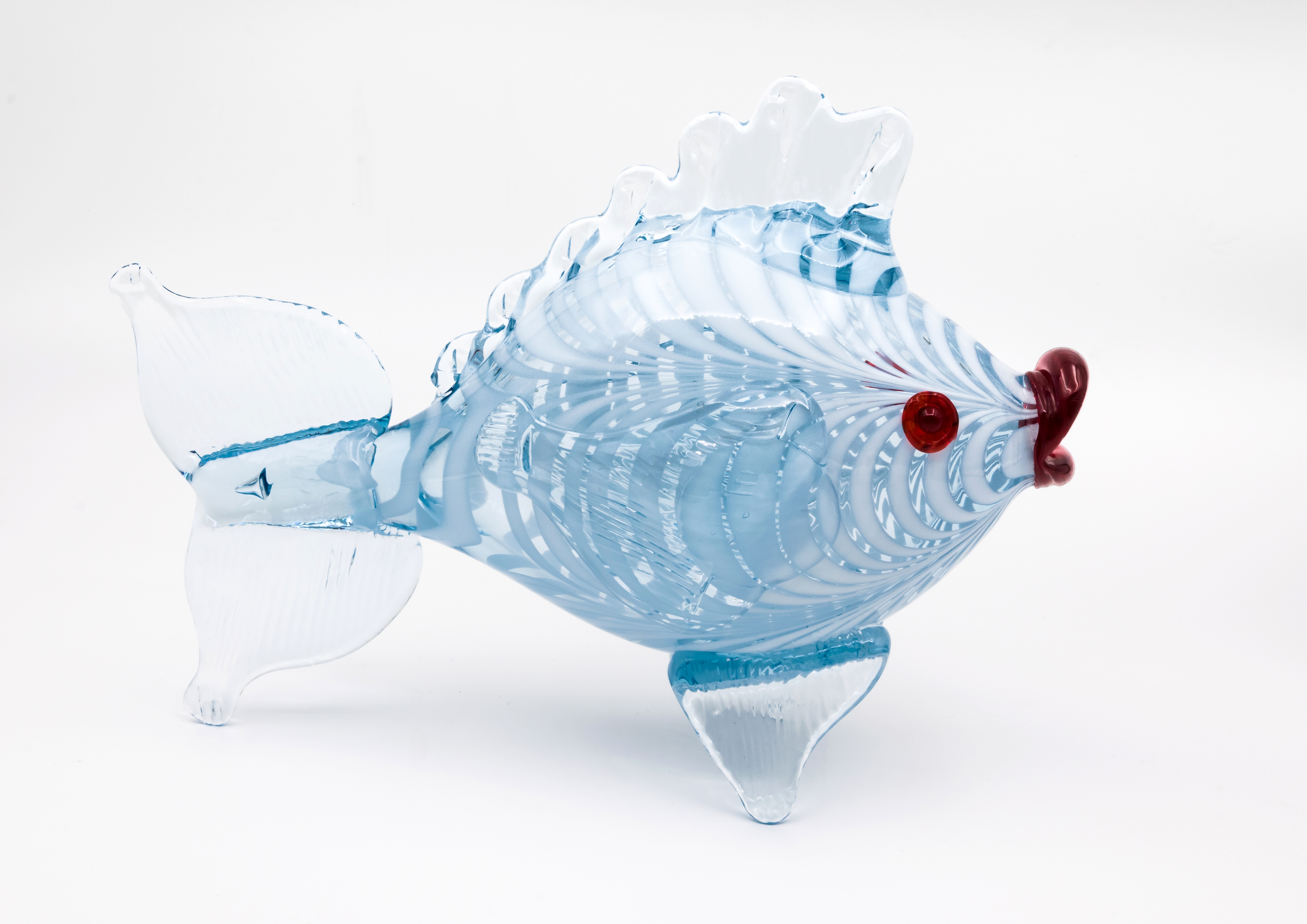
Szkło weneckie

Szkło weneckie – rodzaj szkła artystycznego wytwarzanego w Wenecji, a pierwotnie na weneckiej wysepce Murano. Różnokolorowe wyszukane wyroby znane są na całym świecie. Większość charakterystycznych cech ukształtowało się w XIII wieku. Znaczącą rolę w rozwoju wytwarzania szkła weneckiego odegrali rzemieślnicy bizantyjscy, którzy uciekli do Wenecji w czasach IV krucjaty (1204) i upadku Konstantynopola (1453). W XVI wieku rzemieślnicy weneccy osiągnęli znaczną biegłość w nasycaniu szkła kolorami i zwiększaniu jego przejrzystości, a także wynaleźli wiele nowych technik dekoracyjnych.
Mimo starań Wenecji nie udało się zapobiec rozpowszechnieniu umiejętności wytwarzania szkła na inne miasta Włoch oraz całą Europę, szkła nazywanego à la façon de Venise.

## Historia szklarstwa na Murano
Początki szklarstwa na Murano sięgają 1291 roku, gdy władze Republiki Weneckiej - z obawy przed pożarem i zniszczeniem miasta zabudowanego głównie drewnianymi budynkami - zarządziły przeniesienie wszystkich wytwórni szkła na wysepkę. Szklarze z Murano stali się wkrótce najbardziej szanowanymi jej mieszkańcami. Od XIV wieku mieli prawo noszenia mieczy, posiadali immunitet sądowy wobec władz Republiki Weneckiej, a także mogli koligacić się z zamożnymi rodami weneckimi. Przywileje te miały jeden warunek - zakaz opuszczania terytorium republiki. Jednak wielu rzemieślników podejmowało ryzyko i przenosiło się nie tylko do sąsiednich, ale również do odległych, jak Anglia czy Niderlandy - krajów.
Murańscy szklarze przez stulecia mieli monopol na wysokojakościowe wytwarzanie szkła, rozwijali lub doskonalili technologie otrzymywania kryształów (szkło kryształowe), szkła emaliowanego (smalto), szkła z pasemkami złota (aventurine), szkła kolorowego (millefiori), szkła mlecznego (lattimo), szklanych imitacji gemm. Obecnie rzemieślnicy murańscy nadal wykorzystują techniki sprzed stuleci do wytwarzania całej gamy wyrobów od szkła artystycznego i biżuterii szklanej do murańskich żyrandoli i korków do wina.
Współcześnie na Murano ma siedzibę Muzeum Szkła (Museo Vetrario) w Palazzo Giustinian, w którym jest prezentowana historia wytwarzania szkła oraz okazy wyrobów od czasów starożytnego Egiptu do dzisiaj.

## Murańska sztuka szklarska

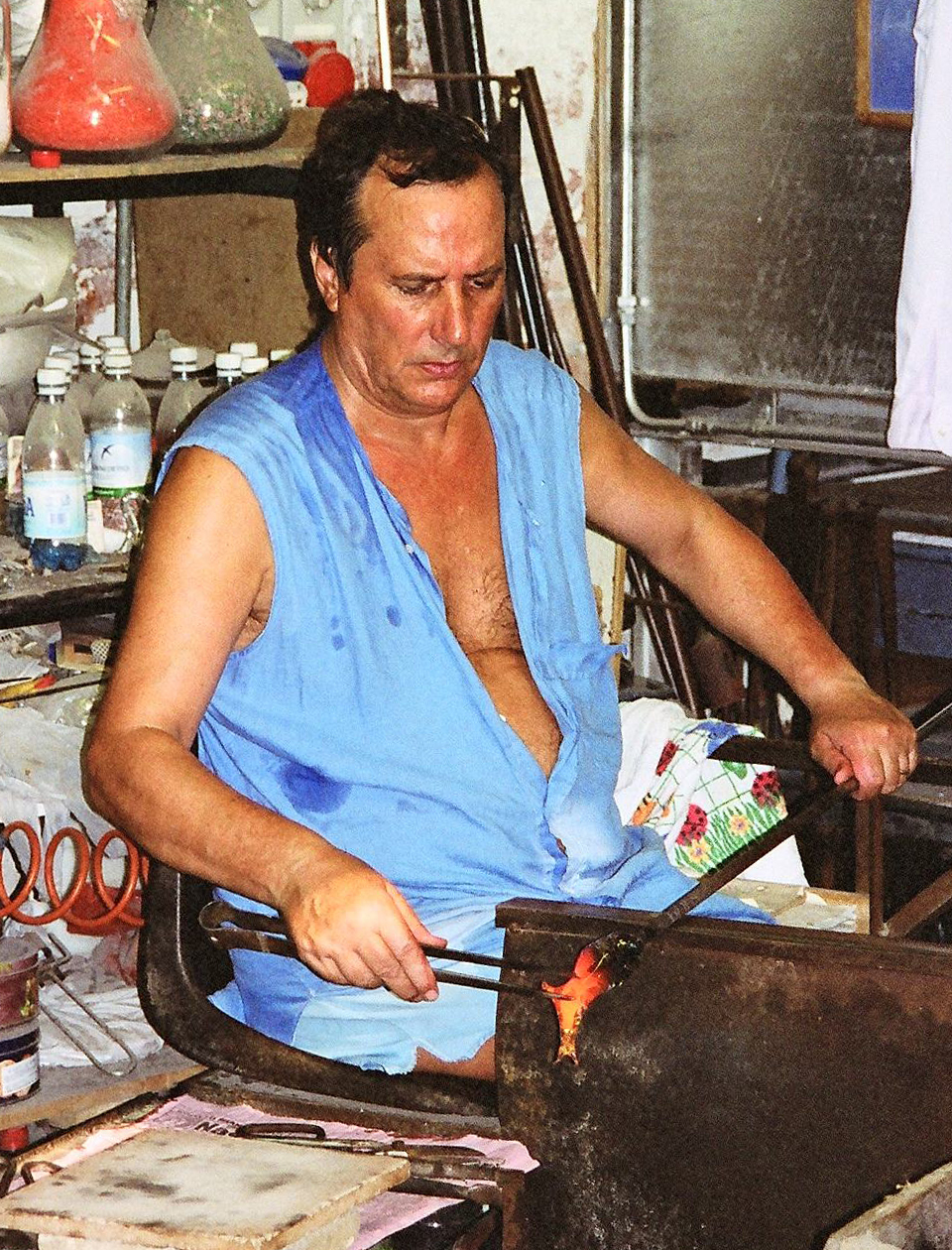
Rzemieślnik szklarski z Murano

Proces wytwarzania szkła weneckiego (murańskiego) jest złożony. Większość wyrobów jest wyrabiana z wykorzystaniem techniki lampowej (obecnie palnikowej) do roztapiania krzemionki, a następnie nadawania kształtu w procesie ochładzania się masy mającej w określonym zakresie temperatur właściwości plastyczne. Końcowy produkt uzyskuje się w kilku etapach. Po utworzeniu pręta szklanego o średnicy wybranej przez rzemieślnika jest on po zakrzepnięciu cięty na odpowiednie warstwy, po czym ponownie jest poddawany obróbce cieplnej, np. dla zaokrąglenia lub wprowadzenia dodatków.
Poza krzemionką w procesie szklarskim są używane topniki obniżające temperaturę przejścia masy w stan plastyczny oraz plastyfikatory, jak np. tlenek sodu, przedłużające czas utrzymywania się tego stanu. Jest to bardzo ważne dla rękodzieła - pozwala rzemieślnikowi na dłuższy czas obróbki. Inne surowce stosowane w procesie produkcji to sód do uzyskania nieprzejrzystej powierzchni, azotany lub arsen dla wyeliminowania pęcherzy oraz materiały nadające kolor. Na przykład kolor akwamarynowy uzyskuje się używając związków miedzi i kobaltu, natomiast rubinowy - roztworów złota.
Do wykończenia stosuje się takie techniki, jak filigran, incalmo (łączenie dwóch różnokolorowych kawałków), emaliowanie, grawerowanie, złocenie, prążkowanie, i inne.
Narzędzia używane w produkcji to szczypce i kleszcze (borselle) używane do ręcznej obróbki szkła rozgrzanego do czerwoności, dmuchawy (canna da soffio), metalowe pręty (pontello) do nanizania części wyrobu dla wykonania końcowych czynności, obcinacze szkła (tagianti). Cały proces odbywa się przy stole warsztatowym (scagno).